# Ellen Price

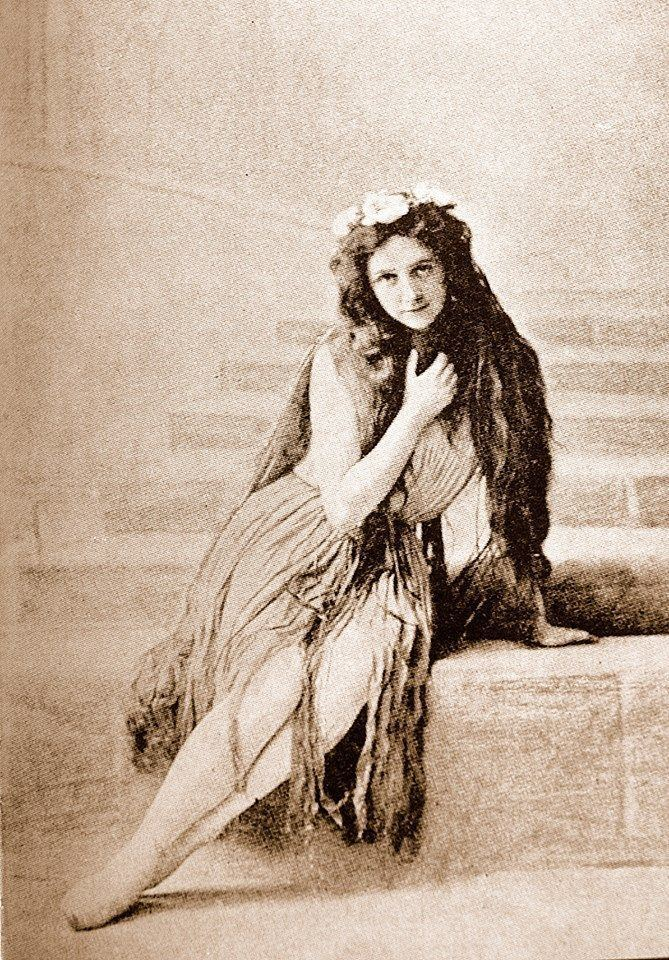
Ellen Price, 1909.

Die kleine Meerjungfrau im Hafen von Kopenhagen

Ellen Juliette Collin Price (* 21. Juni 1878 in Snekkersten bei Helsingør; † 4. März 1968 in Brøndby) war eine dänische Primaballerina und Schauspielerin.

## Leben
Ihre Eltern waren Helga Collin (1841–1918) und Andreas Nicolai Carl Price (1839–1909), dänische Schauspieler am königlichen Theater Kopenhagen.
Ellen Price war Elevin am königlichen Theaterballett Kopenhagen und wurde ausgebildet von Waldemar Price und Hans Beck. Sie debütierte am königlichen Theater am 28. Mai 1895 mit La Ventana. Sie war Primaballerina von 1903 bis 1913 am königlichen Theater Kopenhagen. Für die Saison 1913–1915 war sie am Theater in Aarhus als Schauspielerin engagiert. Hier verkörpert sie die Hedwig in Die Wildente (norweg.: Vildanden), einem Schauspiel von Henrik Ibsen aus dem Jahr 1884. Sie spielt auch in zwei Stummfilmen mit Den farlige leg (1911) und På dødens tærskel (1913). Nach Ende der Tanzkarriere arbeitete sie ganz als Theaterschauspielerin.
Ellen Price war von 1902 bis 1911 mit dem Journalisten Jean Louis Eugène Etienne Xavier de Plane (1880–1945) und seit 1919 mit dem Schauspieler Aage Emil August Angelo Colding (1869–1921) verheiratet. 1932 heiratete sie in Tønder ihren ersten Ehemann erneut.
Der Kopenhagener Bildhauer Edvard Eriksen (1876–1959) gestaltete nach dem Vorbild von Ellen Price den Kopf der Bronzeskulptur Die Kleine Meerjungfrau (dän. Den lille Havfrue), nach dem gleichnamigen Märchen von Hans Christian Andersen. Für den Körper saß seine Frau Modell. Sie wurde zum Wahrzeichen Kopenhagens.
Die Grabstätte von Ellen Price befindet sich auf dem Friedhof in Gudhjem auf der dänischen Ostseeinsel Bornholm.